# トヨタ・2ZZ-GE
トヨタ・2ZZ-GEとは、トヨタ自動車製1ZZ-FEをベースにヤマハ発動機が再設計を行なって生産されていたエンジン。英ロータスへ供給されていた経緯もあるガソリンエンジンである。このエンジンには唯一トヨタのVVTL-iが採用されている。
2ZZ-GEは2002年インターナショナル・エンジン・オブ・ザ・イヤーの1.4 - 1.8Lエンジン部門賞に選ばれている。

## 概要
直列4気筒1,800ccガソリンエンジンで、4A-GEおよび3S-GE型エンジンの後継となるスポーツエンジン（スポーツツインカム）である。同社製の量産型スポーツエンジンとしては初のオールアルミエンジンであった。トヨタ製の1ZZ-FE型エンジンをベースに、ヤマハ発動機がシリンダーヘッド開発を行った。
同じ可変バルブ機構を持つエンジンとして、このトヨタ自動車の2ZZ-GE、本田技研工業（いすゞ自動車にOEM供給されていた製品を含む）のVTEC、三菱自動車のMIVECが挙げられる。
連続可変バルブタイミング・バルブリフト機構(VVTL-i)を備えていて、6,000rpmでハイカムに切り替わる。そのため一部ではVTECのトヨタ版と言われることもある。
8500rpm弱にレブリミッターが設定されているが、メータ上のレッドゾーンは7,800rpmからとなっている (一部車種は8,100rpm)。トルク重視のロングストロークであった1ZZ-FEに対し、2ZZ-GEは同じ排気量としながらボア（シリンダ径）が広げられ、許容回転速度は約1,000rpm高く設計された。ボアの拡大には、1ZZ-FEのシリンダーを形成している鋳鉄スリーブを取り除き、ヤマハ独自のメタル蒸着技術を用いてアルミブロックに直接シリンダーを設ける手法がとられた。圧縮比は11.5と、市販の自動車用エンジンとしては比較的高く、ハイオク指定とされ、レギュラーガソリンの使用は厳禁とされた（一般的なハイオク指定エンジンでは何らかの理由でハイオクガソリンが入手できない場合に備えてレギュラーガソリンも使用できる場合が多いが、このエンジンはレギュラーガソリンは如何なる場合でも絶対に使用してはいけない）。
1999年に登場した7代目セリカに初めて搭載された。その後、カローラフィールダー、カローラランクス（アレックス）、WiLL VS、ヴォルツ（ポンティアック・ヴァイヴ）、マトリックス（北米専売）、ロータス・エリーゼ、カローラセダンXRS（北米専売）、欧州向けカローラハッチバック（ただし3ドアのみ）に搭載され、トヨタの小排気量スポーツエンジンとして現在に至っている。また、イートンのスーパーチャージャーと空冷式インタークーラを装備し、240bhpとしたロータス・エキシージ240Rも生産された。いずれの車種においても、6速MTと組み合わされて搭載されている。
ただし、型式にZZTがつく車種であっても、プレミオの1800ccグレードに関しては例外で通常のレギュラーガソリン仕様のエンジンで4ATのみとなっている。
北米向けとしては2005年に、日本国内向けとしては自動車排出ガス規制の更なる強化や自動車アイドリング・ストップ条例などの影響により2006年に廃止された。その後も欧州ではロータス向けに供給されていたが、2010年9月に最後の1基を搭載したエリーゼRがラインオフし、登場から11年間の歴史に幕を下ろした。

## バリエーション

### 自然吸気
- 1999年型セリカ搭載
  - 型式 2ZZ-GE
  - 最高出力（ネット） 140(190)kW(PS)/7,600rpm
  - 最大トルク（ネット） 180(18.4)N·m(kg·m)/6,800rpm
  - 使用燃料 無鉛プレミアムガソリン専用（無鉛レギュラーガソリンは使用厳禁[2]。）

### 過給機付
- 2007年型エリーゼSC及びエキシージ S搭載時
  - 型式 2ZZ-GE
  - 最高出力（ネット） 162(220)kW(PS)/8,000rpm
  - 最大トルク（ネット） 212(21.6)N·m(kg·m)/5,000rpm
  - 使用燃料 無鉛プレミアムガソリン専用

- 2008年型エキシージ S PP搭載時
  - 型式 2ZZ-GE
  - 最高出力（ネット） 179(243)kW(PS)/8,000rpm
  - 最大トルク（ネット） 230(23.5)N·m(kg·m)/5,000rpm
  - 使用燃料 無鉛プレミアムガソリン専用

## 搭載車種
- セリカ
- カローラセダンXRS（北米専売）
- カローラフィールダー
- カローラランクス（アレックス、欧州向けカローラ3ドアHBを含む）
- WiLL VS
- ヴォルツ（ポンティアック・ヴァイヴ）
- マトリックス（北米専売）
- ロータス・エリーゼ、エキシージ、2-Elevenなど